# Wapen van Laren (Gelderland)

Wapen van Laren

Het Wapen van Laren, toont: "een schild van Azuur, een leeuw van goud, getongd en genageld van keel, en vergezeld van drie gouden koeken."

## Geschiedenis
Lang heeft de voormalige gemeente Laren zonder wapen gezeten. In 1923 werd geld ingezameld voor een poging een wapen te verkrijgen. Na een vergadering waarvan de uitkomst was "mits het niet te veel kosten zal" werd twee dagen later de Hoge Raad van Adel gecontacteerd voor advies. Eind januari 1924 was er duidelijkheid. Aangezien Laren was voortgekomen uit het voormalige Scholtambt van Lochem en opmerkelijk genoeg was de naam Laren aan dit gebied gegeven in plaats van Ambt Lochem. Mogelijk is dit gebeurd omdat Laren al in 1684 een afzonderlijke kerkelijke gemeente was geworden. Desalniettemin vond de Hoge Raad van Adel de gouden leeuw van Lochem (zie ook: wapen van Lochem) toepasselijk omdat Laren in nauw verband met Lochem staat. In Laren was men het daar niet mee eens. Daarop werd een kleine aanpassing doorgevoerd, de mispelbloemen werden geschrapt en de drie zwarte koeken werden vervangen door gouden koeken. Op 16 mei 1924 werd het wapen verleend.

## Bron
- Gemeentewapens - Jaarboek Achterhoek en Liemers II, uitgeverij de Walburg pers 1982. In opdracht van oudheidkundige vereniging "De Graafschap".

Aalst · 
Ammerzoden · 
Angerlo · 
Appeltern · 
Batenburg · 
Beesd · 
Beltrum · 
Bemmel · 
Bergharen · 
Bergh · 
Beusichem · 
Borculo · 
Brakel · 
Buurmalsen · 
Deil · 
Didam · 
Dinxperlo · 
Dodewaard ·
Doornspijk ·
Dreumel ·
Driel ·
Echteld ·
Eibergen ·
Elst ·
Est en Opijnen ·
Everdingen ·
Ewijk ·
Gameren ·
Geesteren · 
Geldermalsen · 
Gendringen · 
Gendt ·
Groenlo ·
Groesbeek ·  
Haaften ·
Hedel ·
's-Heerenberg ·
Heerewaarden ·
Hemmen ·
Hengelo ·
Herwen en Aerdt ·
Herwijnen ·
Heteren ·
Heukelum ·
Hoevelaken ·
Horssen ·
Huissen ·
Hummelo en Keppel ·
Hurwenen  ·
Kerkwijk ·
Keppel ·
Kesteren ·
Laren · 
Lichtenvoorde ·
Lienden ·
Lingewaal · 
Maurik ·
Millingen aan de Rijn ·
Nederhemert ·
Neede ·
Neerijnen ·
Netterden ·
Niftrik ·
Nijbroek ·
Ophemert ·
Overasselt ·
Pannerden ·
Poederoijen · 
Renkum ·
Rijnwaarden ·
Rossum ·
Ruurlo ·
Steenderen ·
Terborg ·
Twello ·
Ubbergen ·
Valburg ·
Varik ·
Vorden ·
Vuren ·
Waardenburg ·
Wadenoijen ·
Wamel ·
Wehl ·   
Warnsveld ·
Wisch ·
Zeddam ·
Zelhem ·
Zoelen ·
Zuilichem 

Dorps-, heerlijkheids- en stadswapens: 

Acquoy 
· Baak 
· Barlham 
· Bredevoort 
· Doreweerd 
· Elden
· Enspijk 
· Gellicum 
· Groessen 
· Hakfort 
· Hellouw 
· IJzendoorn 
· Kell  
· Lede en Oudewaard 
· Lichtenberg 
· Loil 
· Maasbommel 
· Meijnerswijk 
· Meteren 
· Middagten 
· Rhenoy 
. Rumpt
· Tricht 
· Verwolde 
· Wildenborch